# Rio Longá
O rio Longá é um curso de água que banha o estado do Piauí. Nasce na lagoa do Mato ou do Longá, no município de Alto Longá, a uma altitude de 150 metros. Tem direção de sul para norte e curso de 320 km. Seu leito tem uma trajetória que começa em Alto Longá, passa por Coivaras, Altos, Campo Maior, Nossa Senhora de Nazaré, Boqueirão do Piauí, Boa Hora, Barras, Batalha, Esperantina, Piracuruca, Joaquim Pires e Buriti dos Lopes, onde deságua.